# Melanophryniscus simplex
Melanophryniscus simplex là một loài cóc thuộc họ Bufonidae.
Đây là loài đặc hữu của Brasil.
Môi trường sống tự nhiên của chúng là đồng cỏ nhiệt đới hoặc cận nhiệt đới vùng đất cao, sông ngòi, hồ nước ngọt có nước theo mùa, và đầm nước ngọt.
Chúng hiện đang bị đe dọa vì mất nơi sống.